# Brigitte Fossey
Brigitte Florence Fossey, född 15 juni 1946 i Tourcoing, Hauts-de-France, är en fransk skådespelerska.

## Roller (urval)
- 1952 – Förbjuden lek
- 1967 – Möte med livet
- 1976 – Calmos
- 1977 – Mannen som älskade kvinnor
- 1978 – Die gläserne Zelle
- 1979 – Quintet
- 1980 – Rötägget
- 1982 – Enigma
- 1983 – I namn av de mina
- 1988 – Cinema Paradiso
- 1989 – 3615 code Père Noël